# Koncové měrky

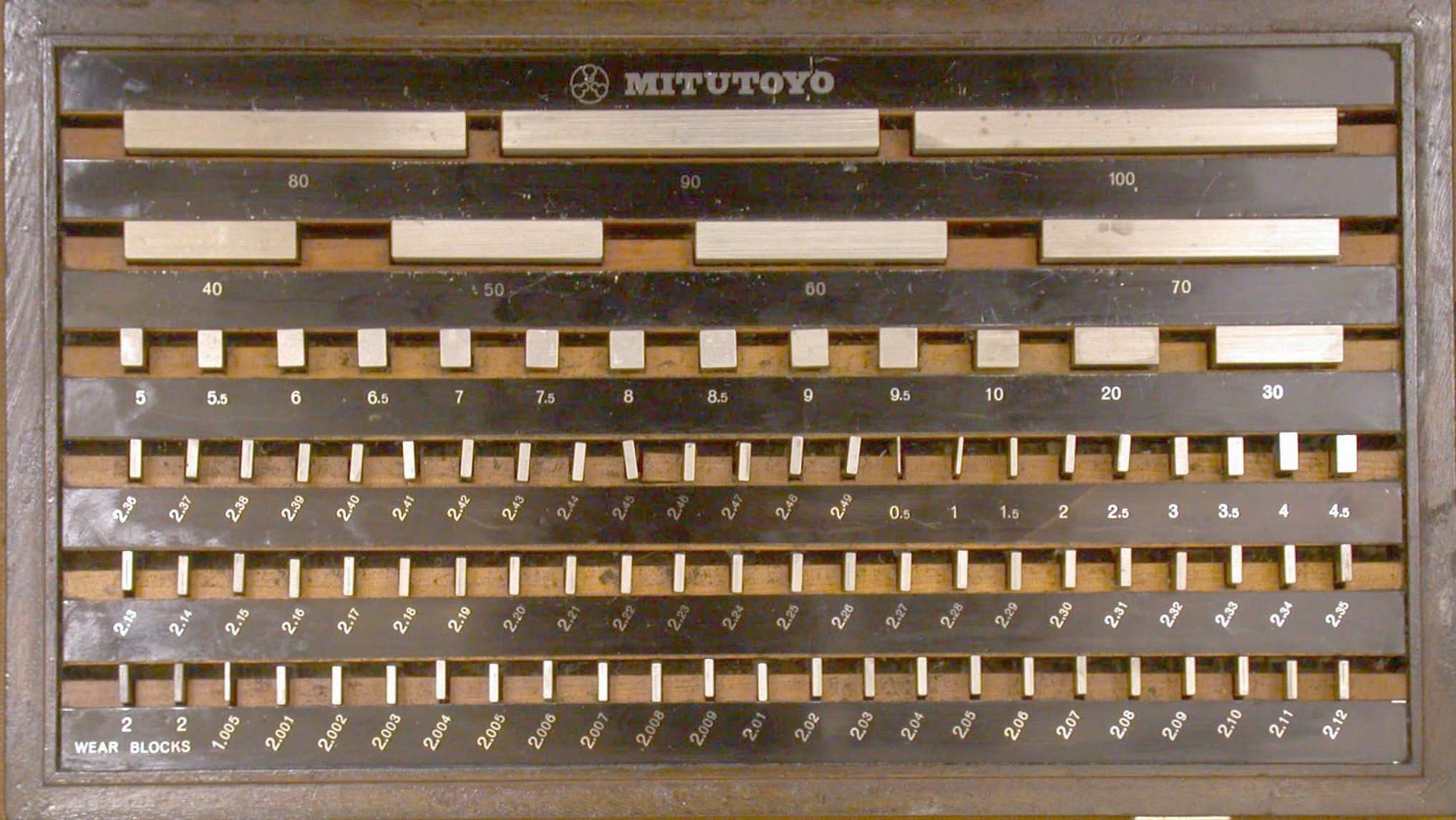
Metrické koncové měrky

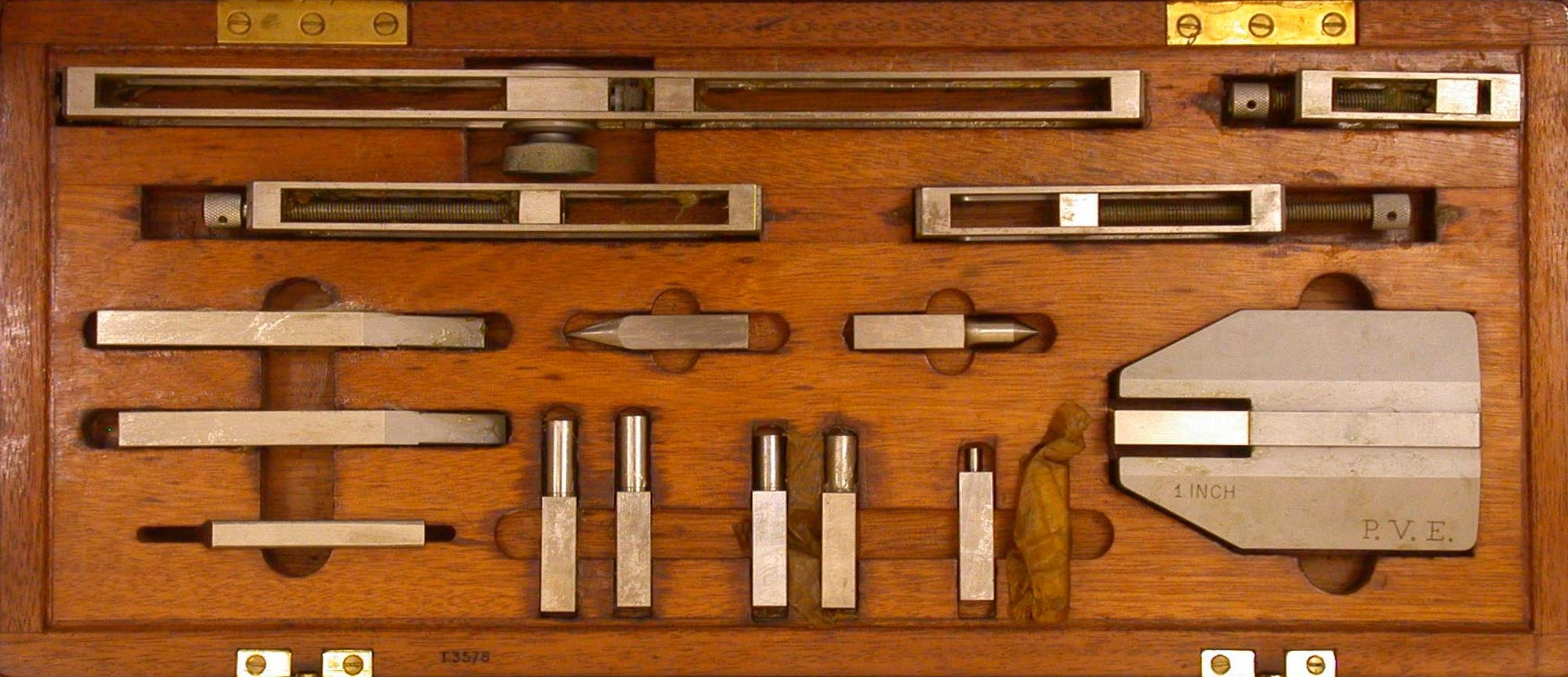
Sada přípravků pro používání měrek

Koncové měrky (též označované jako Johanssonovy měrky nebo základní měrky) jsou přesné ocelové, případně keramické destičky nebo hranoly s přesností až 0,001 mm. Koncové měrky se používají jako hmotný etalon délky v systému metrologické návaznosti měřidel a měřicích přístrojů. Další oblast jejich použití je v přesném strojírenství. Dají se rozdělit do dvou základních skupin: tzv. „krátké“ (0,3–100 mm) a tzv. „dlouhé“ (125–1000 mm). Měrky se vyrábějí ve čtyřech stupních přesnosti (K, 00, AA – kalibrační, 0, A – etalonové, 1,B – kontrolní, 2,C – dílenské).
Měrky jsou dodávány v sadách a jejich skládáním k sobě lze sestavit různé rozměry. Po přiložení měrek k sobě dojde vlivem přilnavosti k jejich spojení. To je umožněno vysokou rovinností jejich povrchu.